# Arrondissement di Béthune
L'arrondissement di Béthune è una suddivisione amministrativa francese, situata nel dipartimento del Passo di Calais, nella regione Alta Francia.
I suoi confini e le sue sottodivisioni sono stati ristabiliti nel 2015.

## Composizione
L'arrondissement di Béthune raggruppa 116 comuni in 14 cantoni:
- cantone di Auchel
- cantone di Barlin
- cantone di Béthune-Est
- cantone di Béthune-Nord
- cantone di Béthune-Sud
- cantone di Bruay-la-Buissière
- cantone di Cambrin
- cantone di Divion
- cantone di Douvrin
- cantone di Houdain
- cantone di Laventie
- cantone di Lillers
- cantone di Nœux-les-Mines
- cantone di Norrent-Fontes